# Tunnel de la Nerthe
Tunnel de la Nerthe is een spoorwegtunnel in het zuiden van Frankrijk tussen de plaats L'Estaque aan de Middellandse Zee en Pas de Lanciers (ten zuiden van Vitrolles). De dubbelsporige tunnel heeft een lengte van 4638 meter en werd in 1848 geopend als onderdeel van de spoorlijn Avignon-Marseille. Het was een lange tijd de langste spoortunnel van Frankrijk. In 1962 werd het traject geëlektrificeerd.
Ongeveer twee kilometer ten westen van tunnel de la Nerthe loopt vrijwel parallel aan de spoorwegtunnel de scheepvaarttunnel tunnel du Rove, gelegen onder het gebergte  Chaîne de l'Estaque.